# Iryna Heraschtschenko (Leichtathletin)
Iryna Hrihoriwna Heraschtschenko (ukrainisch Ірина Григо́рівна Геращенко, engl. Transkription Iryna Herashchenko; * 10. März 1995 in Kiew) ist eine ukrainische Leichtathletin, die sich auf den Hochsprung spezialisiert hat.

## Sportliche Laufbahn
2011 nahm Iryna Heraschtschenko an den Jugendweltmeisterschaften in Lille teil und gewann dort mit 1,87 m die Silbermedaille. 2012 belegte sie bei den Juniorenweltmeisterschaften in Barcelona den siebten Platz mit übersprungenen 1,87 m. 2013 qualifizierte sie sich für die Halleneuropameisterschaften in Göteborg, schied dort aber in der Qualifikation aus. Zudem gewann sie die Bronzemedaille bei den Junioreneuropameisterschaften in Rieti. 2014 wurde Heraschtschenko ukrainische Hallenmeisterin im Hochsprung und es folgte eine Teilnahme an den Hallenweltmeisterschaften im polnischen Sopot, bei denen sie erneut in der Qualifikation ausschied. Bei den Juniorenweltmeisterschaften in Oregon belegte sie im Finale den fünften Platz. Auch bei den Europameisterschaften in Zürich konnte sie sich nicht für das Finale qualifizieren. 2015 schied sie bei den Halleneuropameisterschaften in Prag in der Qualifikation aus und gewann die Bronzemedaille bei den U23-Europameisterschaften in Tallinn. Zudem qualifizierte sie sich für die Weltmeisterschaften in Peking und scheiterte dort in der Qualifikationsrunde. 2016 konnte sie bei den Europameisterschaften in Amsterdam abermals nicht das Feld der besten Zwölf erreichen. Es erfolgte die Teilnahme an den Olympischen Spielen in Rio de Janeiro, bei denen sie im Finale den zehnten Platz belegte. Bei den U23-Europameisterschaften 2017 im polnischen Bydgoszcz gewann sie mit 1,92 Metern die Silbermedaille hinter ihrer Landsfrau Julija Lewtschenko. Im Sommer 2017 schied sie bei den Weltmeisterschaften in London mit 1,89 m in der Qualifikation aus. Zwei Wochen später gewann sie mit 1,91 m die Silbermedaille bei der Universiade in Taipeh.

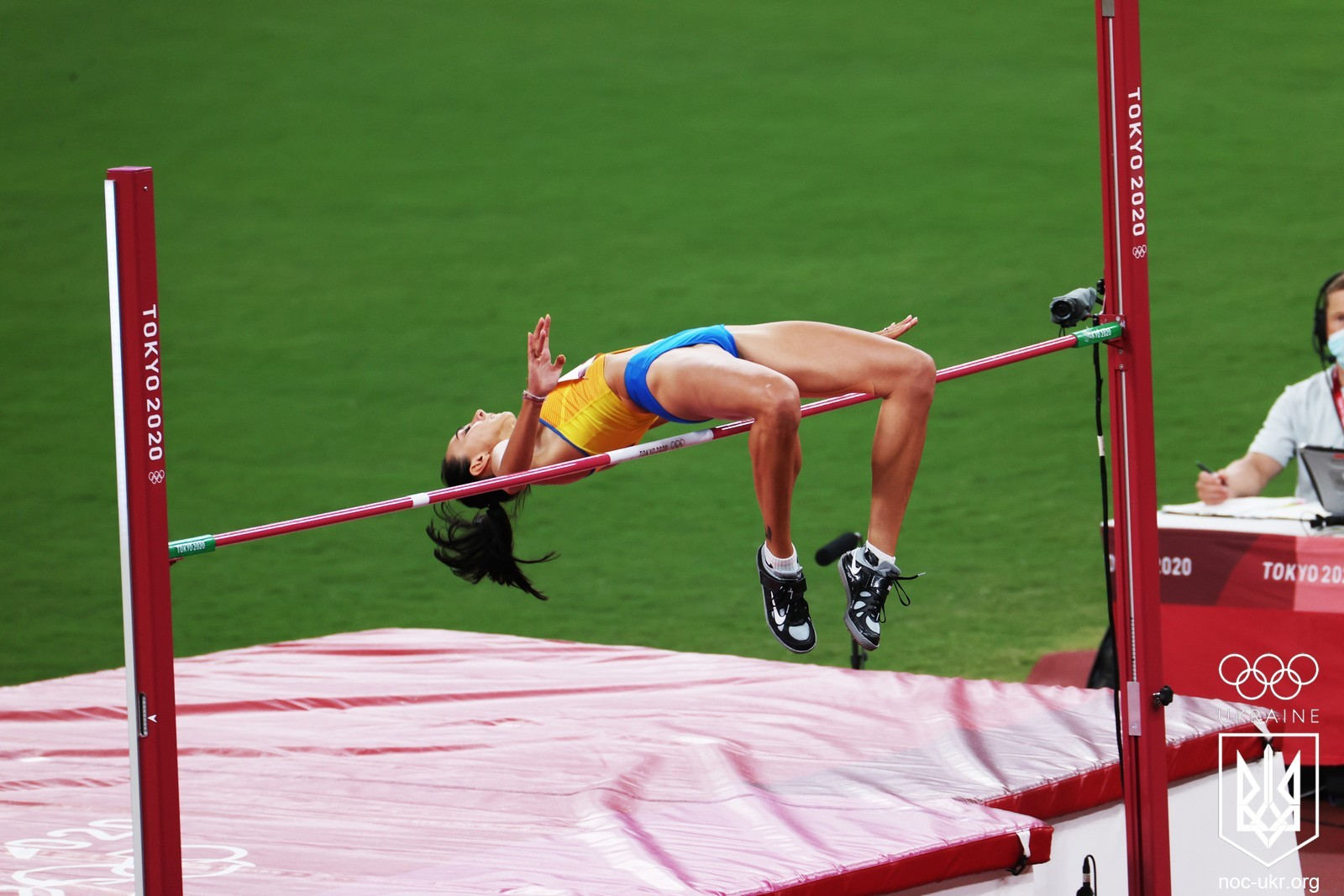
Heraschtschenko bei den Olympischen Spielen 2020

2018 qualifizierte sie sich für die Hallenweltmeisterschaften in Birmingham und belegte dort mit 1,84 m den geteilten siebten Platz. Im Jahr darauf wurde sie bei den Halleneuropameisterschaften in Glasgow mit 1,94 m Fünfte und gewann bei den Studentenweltspielen in Neapel erneut mit 1,91 m die Silbermedaille, diesmal hinter ihrer Landsfrau Julija Tschumatschenko. Anschließend schied sie bei den Weltmeisterschaften in Doha mit 1,85 m in der Qualifikation aus und gewann bei den Militärweltspielen in Wuhan mit 1,90 m die Bronzemedaille hinter der Russin Marija Lassizkene und ihrer Landsfrau Lewtschenko. 2020 wurde sie mit 1,89 m Zweite beim Memoriał Kamili Skolimowskiej und anschließend wurde sie beim Meeting „Anhalt 2020“ mit 1,90 m Dritte. Im Jahr darauf steigerte sie sich bei den Halleneuropameisterschaften in Toruń in der Halle auf 1,98 m und gewann damit die Silbermedaille hinter ihrer Landsfrau Jaroslawa Mahutschich. Ende Mai siegte sie mit 1,92 m beim „Anhalt 2021“ sowie mit 1,94 m bei der Hungarian GP Series Tatabánya. Im August gelangte sie bei den Olympischen Sommerspielen in Tokio bis in das Finale und belegte dort mit Saisonbestleistung von 1,98 m den vierten Platz.
2022 startete sie als eine von wenigen ukrainischen Athleten bei den Hallenweltmeisterschaften in Belgrad und gelangte dort auf Rang fünf. Im Juni wurde sie beim Meeting International Mohammed VI d’Athlétisme de Rabat mit 1,93 m Zweite und gelangte auch beim Meeting de Paris mit 1,98 m auf Rang zwei. Beim Bauhaus-Galan wurde sie mit 1,93 m Dritte und belegte dann bei den Weltmeisterschaften in Eugene mit 2,00 m im Finale den vierten Platz. Anschließend klassierte sie sich bei den Europameisterschaften in München mit 1,93 m auf Rang fünf und wurde dann bei Weltklasse Zürich mit 1,94 m Zweite. Im Jahr darauf wurde sie beim Meeting International Mohammed VI d’Athlétisme de Rabat mit 1,91 m Zweite, wie anschließend auch bei der Athletissima mit übersprungenen 2,00 m. Daraufhin siegte sie mit 1,98 m beim Memoriał Kamili Skolimowskiej und wurde dann beim Herculis mit 1,96 m Zweite. Im August belegte sie bei den Weltmeisterschaften in Budapest mit 1,94 m im Finale den fünften Platz. 2024 wurde sie bei der Doha Diamond League mit 1,91 m Zweite und im Juni wurde sie bei der Bauhaus-Galan mit 1,94 m Dritte. Kurz darauf gewann sie bei den Europameisterschaften in Rom mit übersprungenen 1,95 m die Bronzemedaille hinter ihrer Landsfrau Jaroslawa Mahutschich und der Serbin Angelina Topić. Im August sicherte sie sich auch bei den Olympischen Sommerspielen in Paris mit 1,95 m im Finale die Bronzemedaille hinter ihrer Landsfrau Mahutschich und der Australierin Nicola Olyslagers.
In den Jahren 2023 und 2024 wurde Heraschtschenko ukrainische Meisterin im Hochsprung im Freien sowie 2014 in der Halle.

## Auszeichnungen
- Orden der Fürstin Olga, Klasse III; 1. Oktober 2019[1]